# Alfons Aragoński (1481–1500)
Alfons Aragoński (ur. ok. 1481, zm. 18 sierpnia 1500) – książę Bisceglie i Salerno, nieślubny syn króla Neapolu Alfonsa II i jego kochanki Trogii Gazzeli.

## Młodość
Edukację Alfonsa Aragońskiego powierzono znanym humanistom: jego pierwszym nauczycielem był Giuniano Maio, który wkrótce został zastąpiony przez florenckiego poetę Raffaele Brandoliniego (znanego również ze względu na swoją ślepotę jako "Lippus Brandolinus"). Od wczesnej młodości Alfons był zaangażowany w kryzys, który dotknął rodzinę królewską Neapolu. W 1495 roku podczas francuskiej okupacji terenów królestwa jego ojciec Alfons II abdykował na rzecz jego przyrodniego brata Ferdynanda i wstąpił do męskiego zakonu na Sycylii, gdzie zmarł w rok później. Czternastoletni wówczas Alfons wyruszył na wygnanie z bratem i po wyparciu sił francuskich powrócił do Neapolu. Kiedy w niespełna pół roku później Ferdynand II zmarł na nieznaną chorobę w 1497, a królem został jego wuj Fryderyk, Alfons był drugą po nim osobą w królestwie i został generałem-gubernatorem Abruzji.

## Małżeństwo
Był najpiękniejszym młodzieńcem jakiego kiedykolwiek widziałem w Rzymie - Talini, historyk

By wzmocnić więzami rodzinnymi niedawno zawarty traktat pokojowy z królestwem Neapolu papież Aleksander VI zaproponował królowi Fryderykowi IV dwa małżeństwa pomiędzy Borgiami a panującą w Neapolu dynastią Trastámara: siostra Alfonsa, Sancha poślubi ma najmłodszego syna papieża Jofrego, podczas gdy Cezar Borgia ożeni się z Charlottą Aragońską, nieślubną córką króla Fryderyka. Jednakże znająca reputację Cezara Charlotta nie zgodziła się na to małżeństwo i by udobruchać papieża Fryderyk IV zaproponował małżeństwo siedemnastoletniego księcia Bisceglie z osiemnastoletnią Lukrecją.
15 lipca 1498 roku Alfonso przybył do Rzymu w przebraniu i w sześć dni później ożenił się z Lukrecją w bazylice św. Piotra podczas ceremonii, której przewodniczył papież z kardynałami po której rozpoczęła się uczta, w czasie której ludowi rzymskiemu rozdano ogromne ilości jedzenia. Posag Lukrecji był (jak na owe czasy) ogromny – czterdzieści tysięcy dukatów w nowych monetach i dwadzieścia tysięcy w klejnotach i złocie. jednym z warunków umowy pomiędzy papieżem i królem Fryderykiem IV było to, że młodzi małżonkowie pozostaną w Rzymie przynajmniej przez rok i nie zostaną zmuszeni do mieszkania na stałe w królestwie Neapolu do śmierci papieża. Według niemieckiego historyka Gregoroviusa: "młodzieńczy Alfons był piękny i miły dla oka" i "najprzystojniejszym młodym mężczyzną jakiego kiedykolwiek widziano w cesarskim mieście". Według wszelkich przekazów Lukrecja była szaleńczo w nim zakochana i kiedy w lutym 1499 poroniła swoje pierwsze dziecko, wkrótce znowu zaszła w ciążę.
Jednakże sytuacja polityczna się zmieniła i papież Aleksander VI poszukiwał sojuszu z królem Francji (wrogiem rodziny Alfonsa ponieważ od czasu Karola VIII francuscy królowie pretendowali do korony Neapolu). Działania te zaowocowały małżeństwem pomiędzy Cezarem Borgią a francuską księżniczką Charlottą d'Albret, siostrą króla Nawarry Jana III. Alfons wyczuł szykującą się zdradę kiedy przypadkiem usłyszał o planach inwazji francuskiej na królestwo Neapolu i uprzedzając zamach uciekł 2 sierpnia 1499 z Rzymu bez żony, która była już w szóstym miesiącu ciąży; jego ucieczka rozwścieczyła papieża, który wysłał w pościg za nim oddział gwardii papieskiej. w tym samym czasie Lukrecja została nagrodzona gubernatorstwem miast Spoleto i Foligno, co było swego rodzaju wynagrodzeniem od papieża za rozłąkę i (jak się spodziewał Aleksander VI) rychłe wdowieństwo. Dzięki listom jakie Alfons wysyłał do swojej żony ujawniono, że ma się zamiar spotkać z nią w Genazzano. Rozkazano Lukrecji by odszukała męża i powrócił z nim do Rzymu; małżonkowie spotkali się w miasteczku Nepi. Wrócili do Watykanu we wrześniu 1499 roku. W nocy z 31 października na 1 listopada Lukrecja wydała na świat syna, którego na cześć dziadka nazwano Rodrigiem. Jako znak dobrej woli papież nadał Alfonsowi księstwo Forli i Imoli

## Morderstwo
We wtorek, 18 sierpnia dostojny Alfons di Aragona, książę Biscegile i Salermo, który postanowił nie umrzeć z odniesionych ran, został uduszony we własnym łożu o czwartej po południu. - Burchard

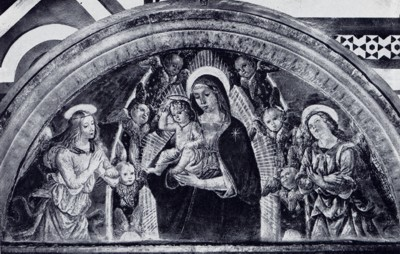
Lukrecja jako Madonna (po lewej) z małym Rodrigiem jako Jezusem (na jej rękach) i Alfonsem jako Józefem (po prawej). Około 1500 roku

Wieczorem 15 lipca 1500 roku na szczycie schodów przed głównym wejściem do bazyliki św. Piotra Alfons został zaatakowany przez wynajętych morderców, którzy dźgnęli go w głowę, prawe ramię i nogę. Kiedy mordercy próbowali zabrać ze sobą ciężko rannego Alfonsa, jego własna straż zauważyła to i wdała się z nimi w walkę. Cudem ocalony od śmierci książę odpoczywał w pałacu Santa Maria in Portico, ale jego stan był tak zły, że został przewieziony do komnaty w pałacu papieskim gdzie zajmowali się nim jego lekarze z Neapolu, jego siostra Sancha i żona Lukrecja. Kiedy wydawało się, że uda mu się wrócić do pełni zdrowia, w nocy z 18 sierpnia na 19 sierpnia do jego komnaty wtargnął Michelotto Corella wraz z grupą mężczyzn, przekazał obu kobietom rzekomy rozkaz stawienia się w prywatnych komnatach papieża i kiedy tylko wyszły udusił wraz z towarzyszami Alfonsa. Ciało księcia zostało złożone w jednej z kaplic bazyliki św. Piotra.

Dziś w nocy wzięto kilka sług księcia Biscegile, jeden z nich wyznał po torturach, że w sprawę był zamieszany służący księcia Valentino - Capello

W politycznym kontekście francuskiej wyprawy na Neapol i zmiany kursu papieskiej polityki głównym podejrzanym stał się Cezar Borgia (noszącego tytuł księcia Valentino) – jego też wkrótce oskarżono. Jednakże zagadka śmierci Alfonsa nie jest tak prosta jak mogłaby się wydawać - na swoją obronę Cezar powiedział, że Alfons próbował go zabić strzałem z kuszy kiedy spacerował po ogrodzie, ale nikt mu nie uwierzył. Poza tym Alfons okazywał sympatię rodowi Colonna co rozwścieczyło ich odwiecznych przeciwników Orsinich i możliwe, że to właśnie oni stali za zamachem na życie księcia z lipca 1500 roku. Jednym z oskarżonych o zabicie Alfonsa był również jego wuj Giovan Maria Gazzera, który wkrótce został tajemniczo zamordowany w Rzymie, a nawet papież Aleksander VI ponieważ książę w maju tego roku okazał niezadowolenie z decyzji rozwiązania małżeństwa pomiędzy kuzynką Alfonsa Beatrycze a królem Czech i Węgier Maciejem Korwinem.
W niespełna dwa lata później Lukrecja po raz trzeci wyszła za mąż za Alfonsa I d'Este, księcia Ferrary i na żądanie dworu ferraryjskiego była zmuszona udawać, że wciąż jest dziewicą i porzucić swojego syna Rodriga, którego nie zobaczyła już do końca życia. Dwunastoletni Rodrigo zmarł w wyniku zarazy w Bari.

## W kulturze masowej
- Alfons Fryland w Lucrezia Borgia (film z 1922)
- Max Michel w Lucrèce Borgia (film z 1935)
- John Sutton w Krwawe Gody (film z 1949)
- Massimo Serato w Lucrèce Borgia (film z 1953)
- Fred Robsahm w Lucrezia Giovane (film z 1974)
- Robert Allman w Lucrezia Borgia (Opera Donizettiego z 1977)
- Ryan Michael w Borgowie (BBC Two i RAI, serial z 1981)
- Alexander Katsapov w Lucrezia Borgia (opera z 2003)
- Giorgio Marchesi w Borgiowie  (film z 2006)
- Alejandro Albarracín w Prawdziwa historia rodu Borgiów (Canal+, serial z 2011)
- Sebastian de Souza w Rodzina Borgiów (Showtime, serial z 2013)